# Cazes-Mondenard
Cazes-Mondenard (okzitanisch: Cases e Montdenard) ist eine französische Gemeinde mit 1.226 Einwohnern (Stand: 1. Januar 2022) im Département Tarn-et-Garonne in der Region Okzitanien (vor 2016 Midi-Pyrénées). Die Gemeinde liegt im Arrondissement Castelsarrasin und im Kanton Pays de Serres Sud-Quercy (bis 2015: Kanton Lauzerte). Die Einwohner werden Cazéens genannt.

## Geografische Lage
Cazes-Mondenard liegt etwa 35 Kilometer nordnordöstlich von Montauban an der Barguelonne. An der südöstlichen Gemeindegrenze verläuft das Flüsschen Lembous. Umgeben wird Cazes-Mondenard von den Nachbargemeinden Tréjouls im Norden, Sauveterre im Nordosten, Vazerac im Osten, Lafrançaise im Süden, Durfort-Lacapelette im Westen und Südwesten, Saint-Amans-de-Pellagal im Westen sowie Lauzerte im Nordwesten.
| Jahr      | 1962  | 1968  | 1975  | 1982  | 1990  | 1999  | 2006  | 2013  |
| --------- | ----- | ----- | ----- | ----- | ----- | ----- | ----- | ----- |
| Einwohner | 1.770 | 1.706 | 1.514 | 1.342 | 1.307 | 1.237 | 1.192 | 1.219 |

## Sehenswürdigkeiten
- Kirche Nativité-de-Notre-Dame
- Kirche Saint-Pierre im Ortsteil Bruyères
- Kirche Sainte-Germaine im Ortsteil Mazères
- Kirche Saint-Martin im Ortsteil Martissan
- Kirche Saint-Pierre im Ortsteil Canhac
- Kirche Saint-Pierre-ès-Liens im Ortsteil Cazillac
- Kirche Saint-Quentin im Ortsteil Saint-Quintin
- Kirche Saint-Vincent im Ortsteil Tissac

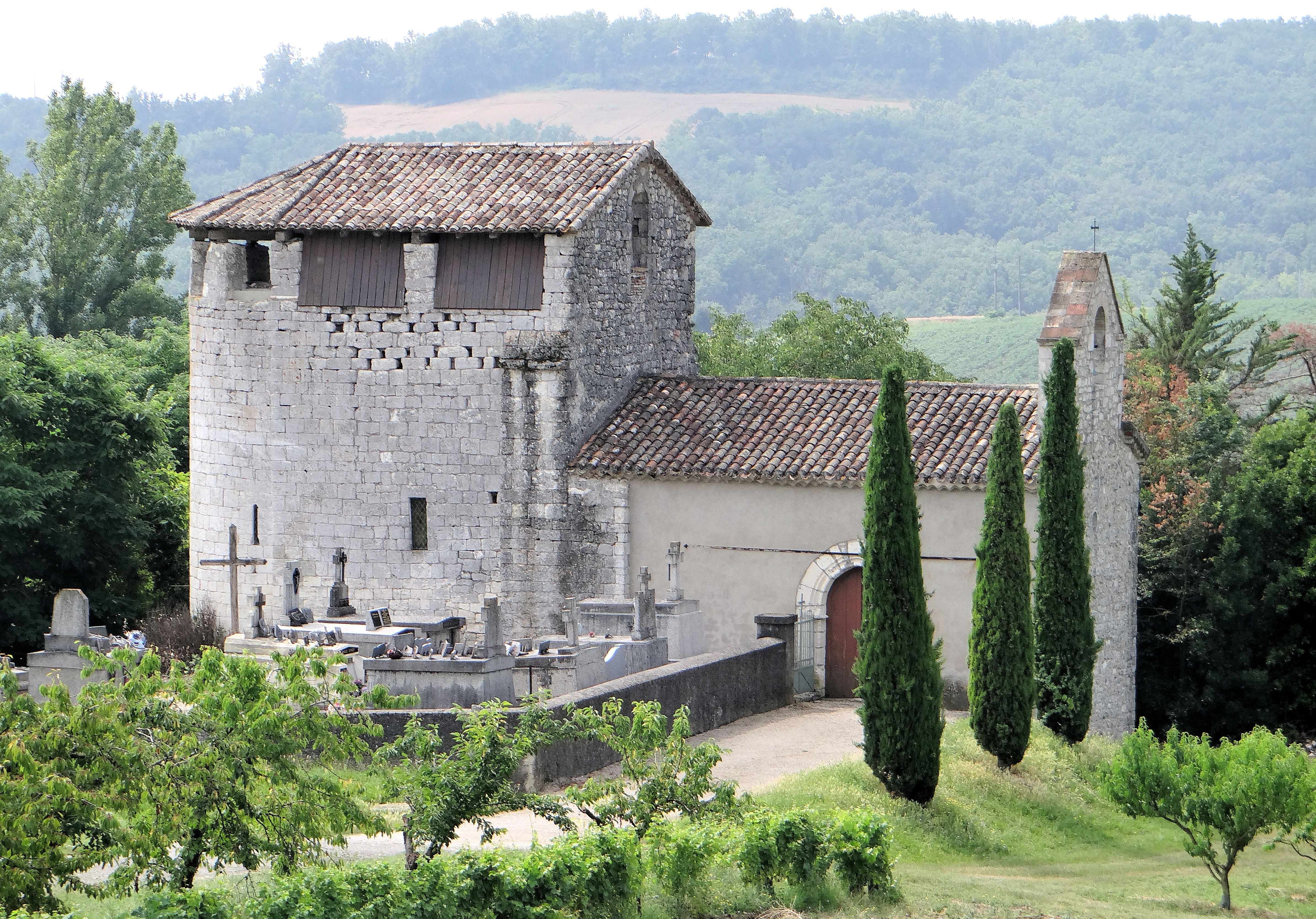
Kirche Saint-Pierre in Bruyères